# Таран (знаряддя)

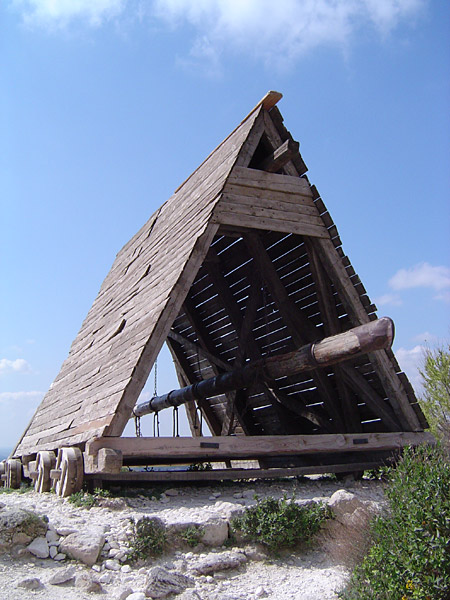
Сучасна реконструкція тарана

Тара́н (через сер.-в.-нім. tarant від італ. taranto(la) — «тарантул») — стінобитне знаряддя в Стародавньому світі, у вигляді колоди (із  ялини або ясену), споряджене на кінці залізним або бронзовим наконечником, що використовувалося при облозі міст, для руйнування стін, веж та інших споруд. Ручний таран у римлян відомий під назвою «баран» (лат. aries).

## Конструкція і спосіб використання
Ударна колода приводилася до дії або вручну, або за допомогою ланцюгів і канатів, якими таран підвішувався до рами. В останньому випадку використання полегшувалося тим, що була відсутня необхідність утримувати важку колоду у висячому положенні вручну. Кількість солдатів, необхідна для використання тарана, доходило до 100.
Для більш зручного пересування тарана і надійного захисту солдат, що приводили його до руху, влаштовувався навіс на колесах, під яким встановлювалося знаряддя. Нерідко рухомий навіс складався з декількох поверхів (облогова вежа), на кожному з яких розміщувався окремий таран для пролому стіни відразу на декількох рівнях.
Давньоєврейську історик I століття н. е. Йосип Флавій дає опис цієї машини як безпосередній свідок, так як він сам був присутній при облозі римлянами єврейських міст:
|  | Це — жахлива балка, схожа на корабельну щоглу і забезпечена міцним залізним наконечником на зразок баранячої голови, від якої вона і отримала свою назву; посередині вона на товстих канатах підвішується до іншої поперечної балки, яка лежить обома своїми кінцями на міцних стовпах. Відтягнутий багатьма воїнами назад і кинутий поєднаними силами вперед, він своїм залізним кінцем вражає стіну. Немає тієї фортеці, немає тієї стіни, яка була б настільки міцна, щоб могла протистояти повтореним ударам «барана», якщо вона і витримує перші його поштовхи... ...У той час, коли ніхто таким чином не міг наважитися зійти на стіну, одна частина солдат притягла сюди таран, який для захисту робітників і машин був покритий суцільною покрівлею, сплетеною з верби і обтягнутою зверху шкірою. При першому ж ударі стіна затремтіла і всередині міста пролунав страшний крик, точно воно вже було підкорене. |

Йосип Флавій розповів і про методи протидії тарану. Спочатку обложені євреї спускали мішки з половою на мотузках, щоб підставити їх під головку тарана і, таким чином, пом'якшити його удар. Коли ж римляни навчилися перерізати мотузки і відновили методичне руйнування стіни, євреї зробили вилазку і спалили таран. Один із захисників міста зумів навіть відбити наконечник тарана точним попаданням важкого каменю з високої стіни.

## Історія тарана
Існують монументальні зображення, які свідчать про те, що таран і навіси (так звані «черепахи») були відомі ще ассирійцям.
Римський автор I ст. до н. е. Вітрувій у своєму трактаті приписує винахід тарана карфагенянам під час облоги ними іспанського міста Кадіса. Карфагеняни розбили колодою якусь будівлю, що наштовхнуло Пефасмена, корабельного майстра з Тіра, на ідею підвісити колоду. За допомогою винаходу карфагеняни зруйнували стіни Кадіса. Час цієї події невідомо. Кедрас з Халкедона помістив таран до дерев'яної конструкції на колесах (так звану «черепаху») і закрив її для захисту шкірами биків. Потім Вітрувій переходить відразу до македонського царя  Філіппа II, який до 340 до н. е. застосував тарани при облозі грецького міста Візантій. Ту ж історію повторює Афіней Механік, сучасник Вітрувія.

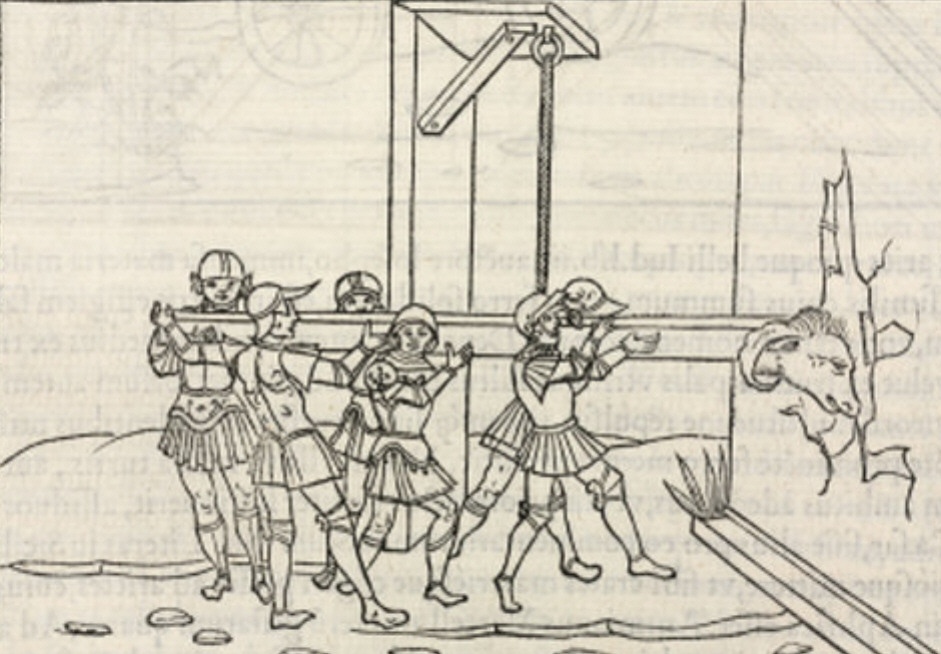
Малюнок малого тарана («барана») з середньовічної книжки

Пліній Старший як автор першого досвіду застосування «черепахи» греками згадує Артемона з Клазомен. Фукідід описує застосування тарана під час облоги Платеї, тобто за кілька десятків років до Філіппа II.
Римляни навчилися у греків мистецтву будівництва таранів і вперше використали їх під час облоги Сиракуз, під час Другої Пунічної війни. Один з двох таранів вимагав для свого пересування 6 000 легіонерів.

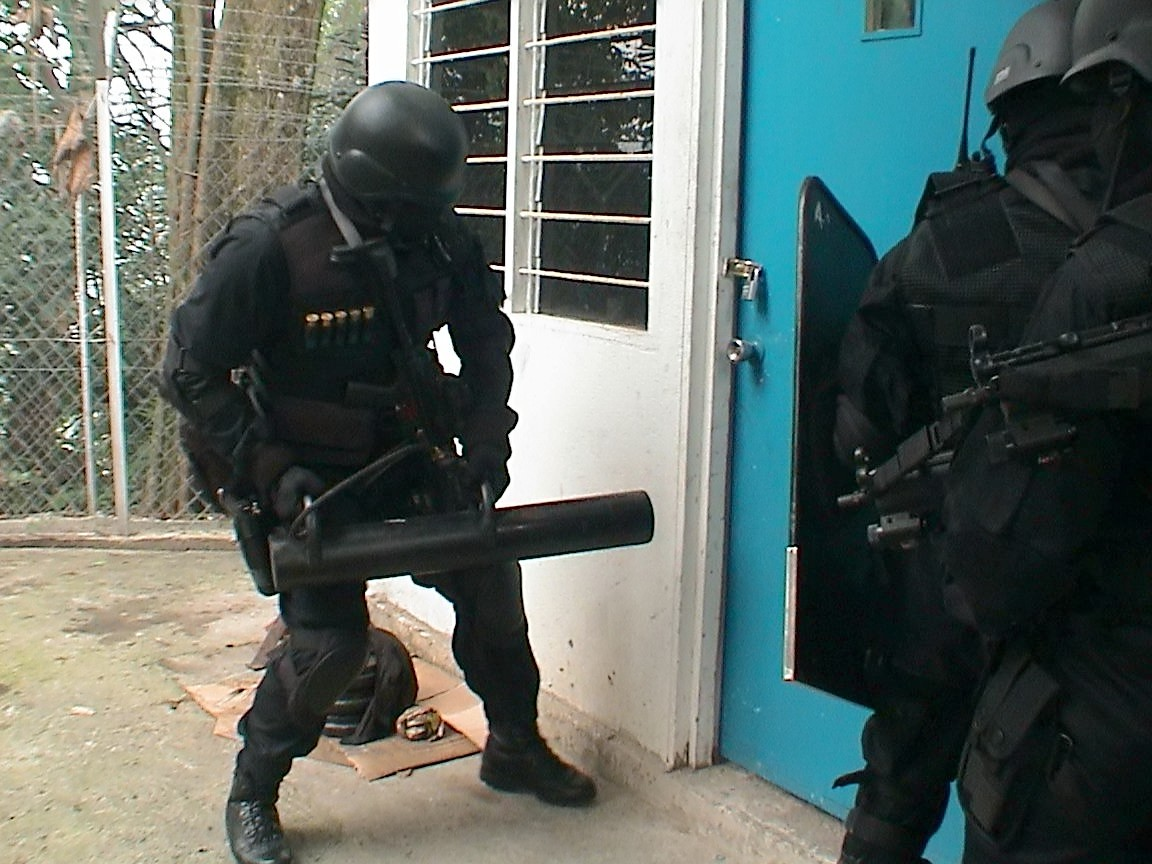
Сучасне використання тарана

На думку Вегеція, автора IV століття, таран названий «бараном» (лат. aries), оскільки копіює тактику нападу цієї тварини. Навіс називається «черепахою», оскільки з тараном схожий на черепаху, яка висуває і ховає голову і шию під панциром (так само називалося і характерне шикування піхоти). Відомі знахідки масивних наконечників для таранів, які виконані у вигляді баранячої голови.